# Ratměřice
Ratměřice (Duits: Radmierschitz, Radmeritz of Radmeritz in Böhmen) is een Tsjechische gemeente in de regio Midden-Bohemen, en maakt deel uit van het district Benešov. Het dorp ligt op 8 kilometer afstand van de stad Votice.
Ratměřice telt 319 inwoners (2025).

## Geografie
De gemeente bestaat uit de volgende plaatsen:
- Ratměřice
- Hrzín
- Skrýšov

Ratměřice ligt op een hoogte van 498 meter boven zeeniveau in het gebied dat Tsjechisch Siberië (Tsjechisch: Česká Sibiř) wordt genoemd.

## Geschiedenis
De eerste schriftelijke vermelding van het dorp dateert van 1220.
Sinds 1960 maakt Ratměřice volledig deel uit van het district Benešov. In 2010 won Ratměřice de titel Dorp van het jaar in de zestiende editie van de landelijke competitie.

## Verkeer en vervoer

### Autowegen
Ratměřice is te bereiken via diverse regionale wegen. Ook snelweg D1 loopt in de buurt van het dorp. 

### Spoorlijnen
Er is geen station in de gemeente. Het dichtstbijzijnde station is in Votice, op zo'n twaalf kilometer afstand. Dat station ligt aan spoorlijn 220 van Praag naar Tábor.

### Buslijnen
Er zijn vier bushaltes in de gemeente:
| Halte                | Lijn(en) | Traject(en)                           | Vervoerder(s)             |
| -------------------- | -------- | ------------------------------------- | ------------------------- |
| Ratměřice, Ratměřice | 550      | Votice - Vlašim                       | CŠAD Benešov              |
| Ratměřice, Habrovka  | 550 553  | Votice - Vlašim Benešov - Odlochovice | CŠAD Benešov CŠAD Benešov |
| Ratměřice, Skrýšov   | 532      | Votice - Bedřichovice                 | CŠAD Benešov              |
| Ratměřice, u Hřiště  | 553      | Benešov - Odlochovice                 | CŠAD Benešov              |

### Fietsroutes
De volgende fietsroute loopt door de gemeente:
- 112: Louňovice pod Blaníkem - Jankov - Votice - Kosova Hora

### Wandelroutes
De volgende wandelroute loopt door de gemeente:
- Blauw: Jankov - Zvěstov - Šlapánov

## Voorzieningen
Er zijn een brandweerkazerne en dorpscafé in Ratměřice.

## Bezienswaardigheden

### Kasteel Ratměřice
Kastel Ratměřice werd rond 1750 in barokstijl gebouwd, in opdracht van de heer Kořenský z Terešov. In 1830 werd het kasteel aangekocht door gravin Chotková, meerdere malen verbouwd en voorzien van een Engelse tuin rondom. Aan het begin van de 21e eeuw is wederom een renovatie uitgevoerd en sinds 2017 is het opengesteld voor het publiek.

### Mammoetbomen
In het arboretum van Ratměřice bevinden zich de hoogste mammoetbomen van Tsjechië. Ze zijn ongeveer 45 meter hoog en hebben een stamomtrek van zeven meter). Ze zijn afkomstig uit de Sierra Nevada in de Amerikaanse staat Californië en zijn ongeveer 150 jaar geleden in Ratměřice aangeplant.

### Andere bezienswaardigheden
- Sint-Galluskerk, rond 1220 gebouwd in romaanse stijl, maar in de veertiende eeuw verbouwd in gotische stijl;
- Dorpskapel;

- Monumentale boerderij op nummer 5 met dito graanschuur en kelder;
- 15 kruisen en kruisbeelden.[5]

## Galerij

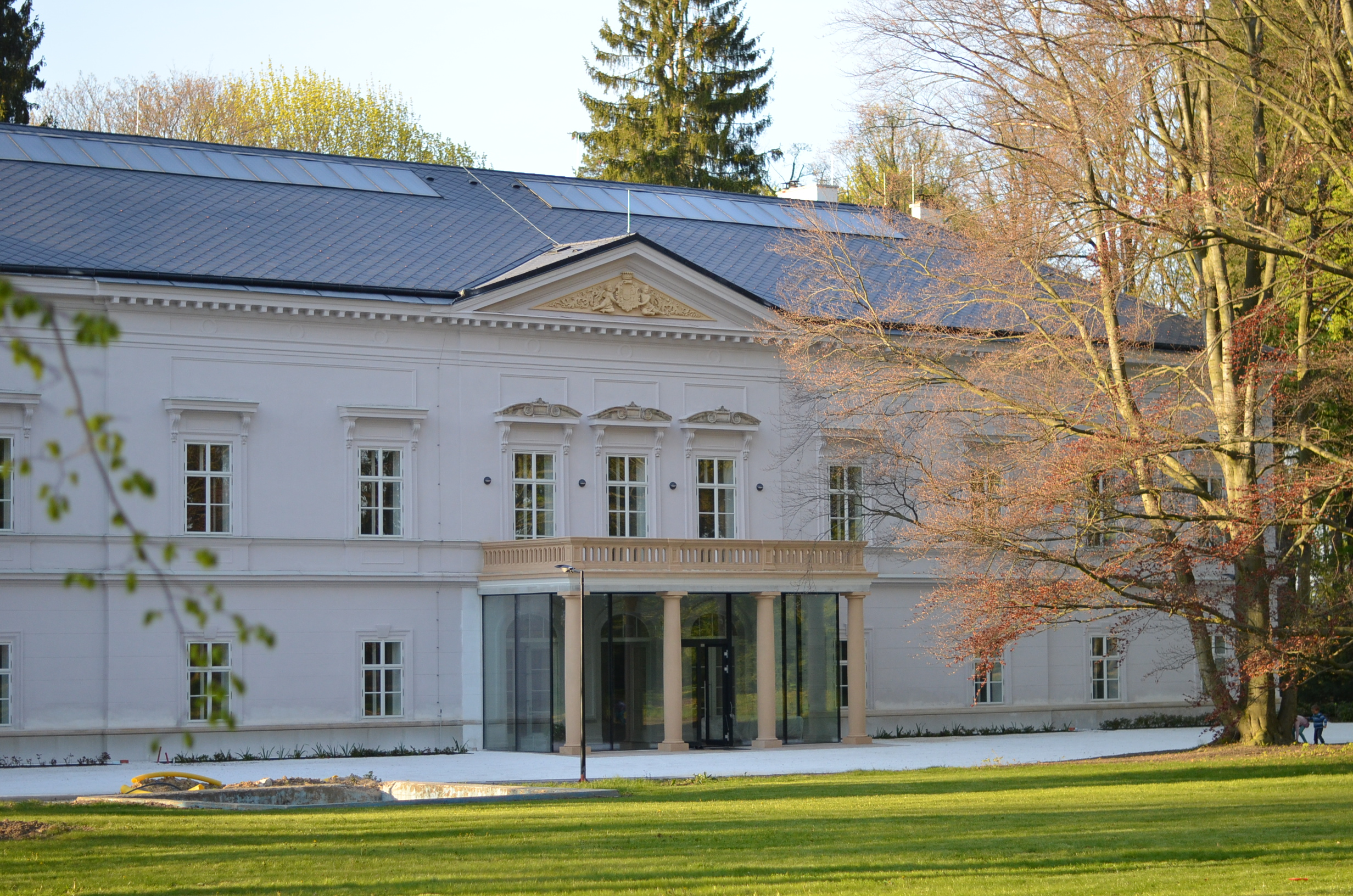
Kasteel Ratměřice (2016)
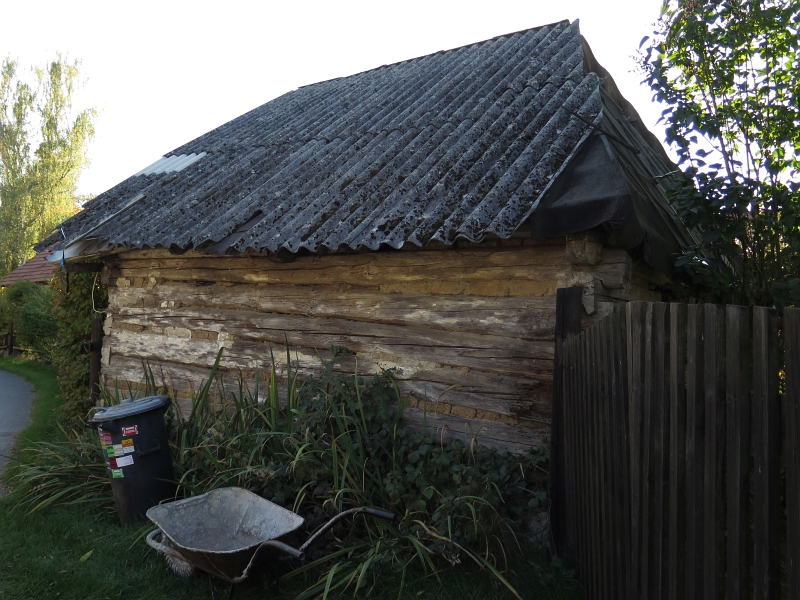
Monumentale boerderij (2018)
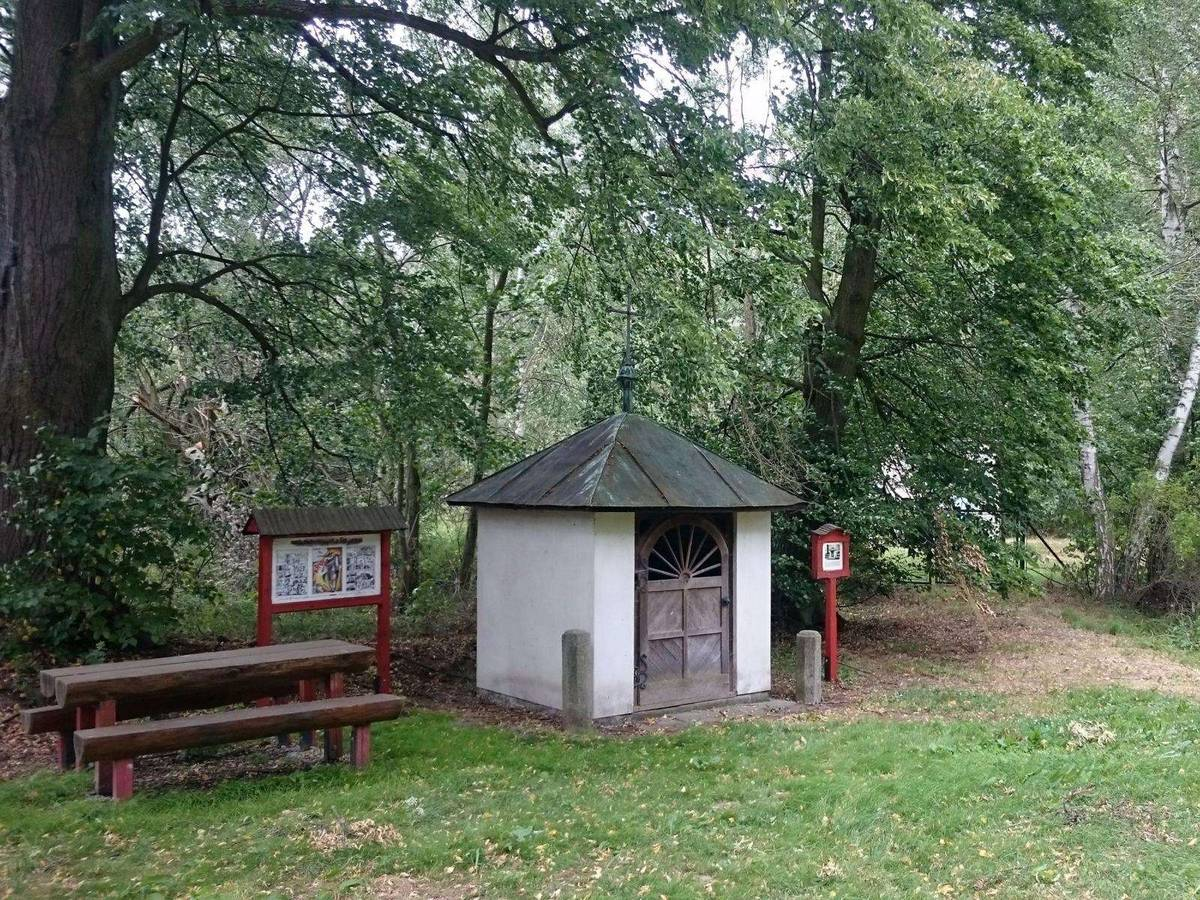
Dorpskapel (2021)
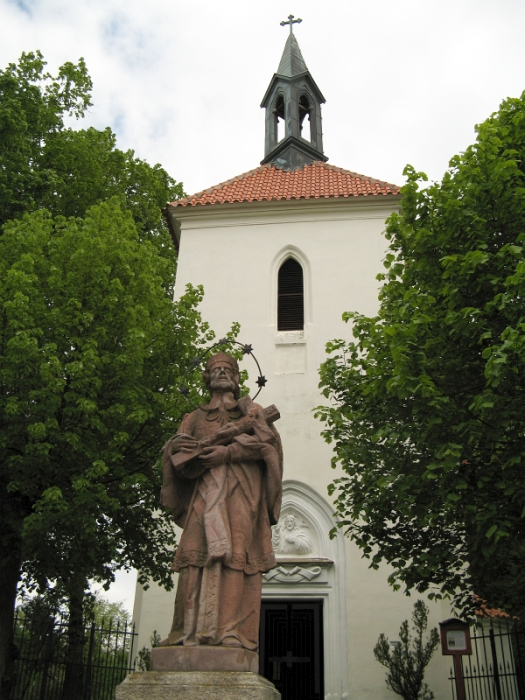
Sint-Galluskerk (2012)
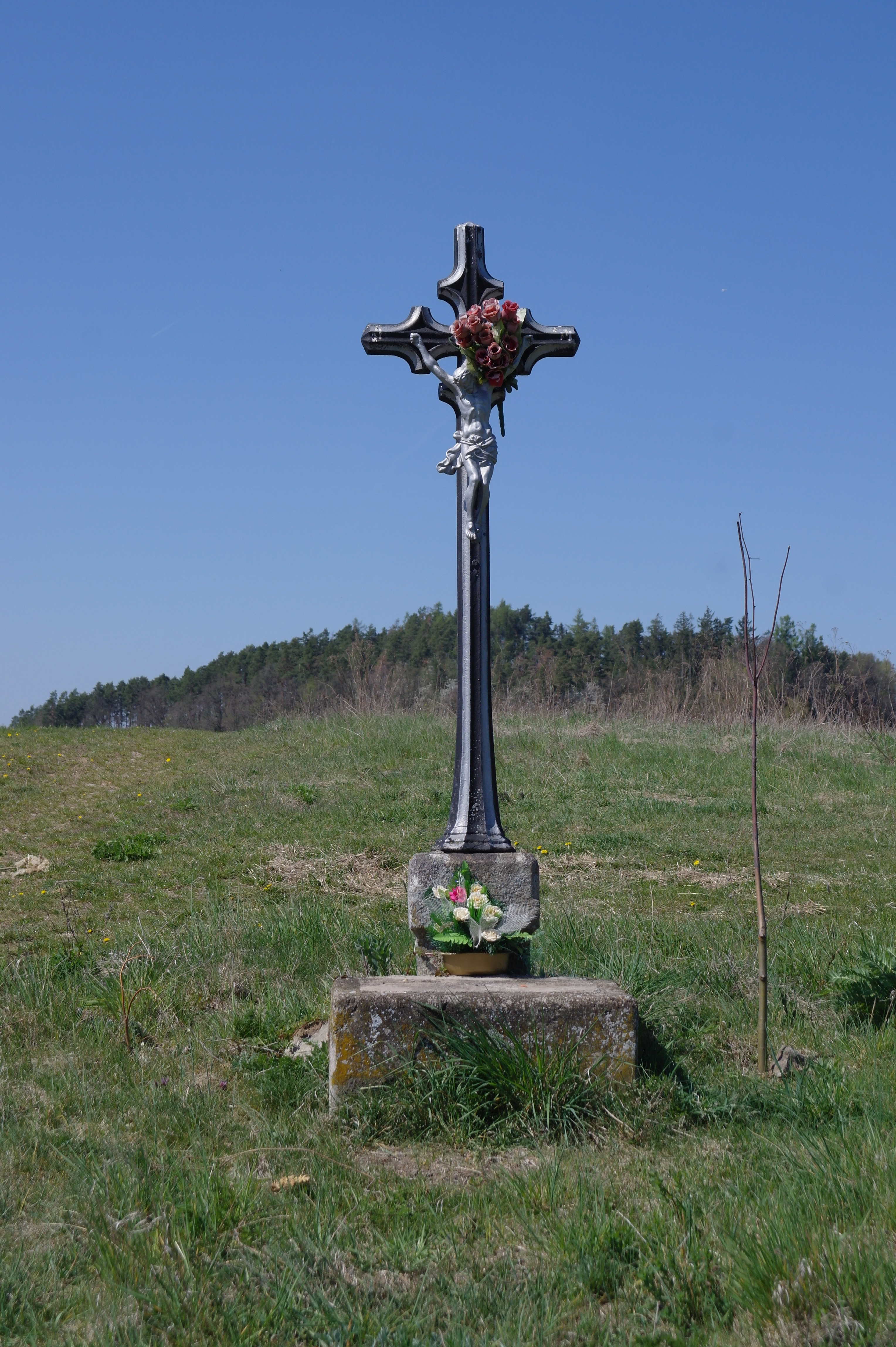
Wegkruis in deelgemeente Hrzín (2019)
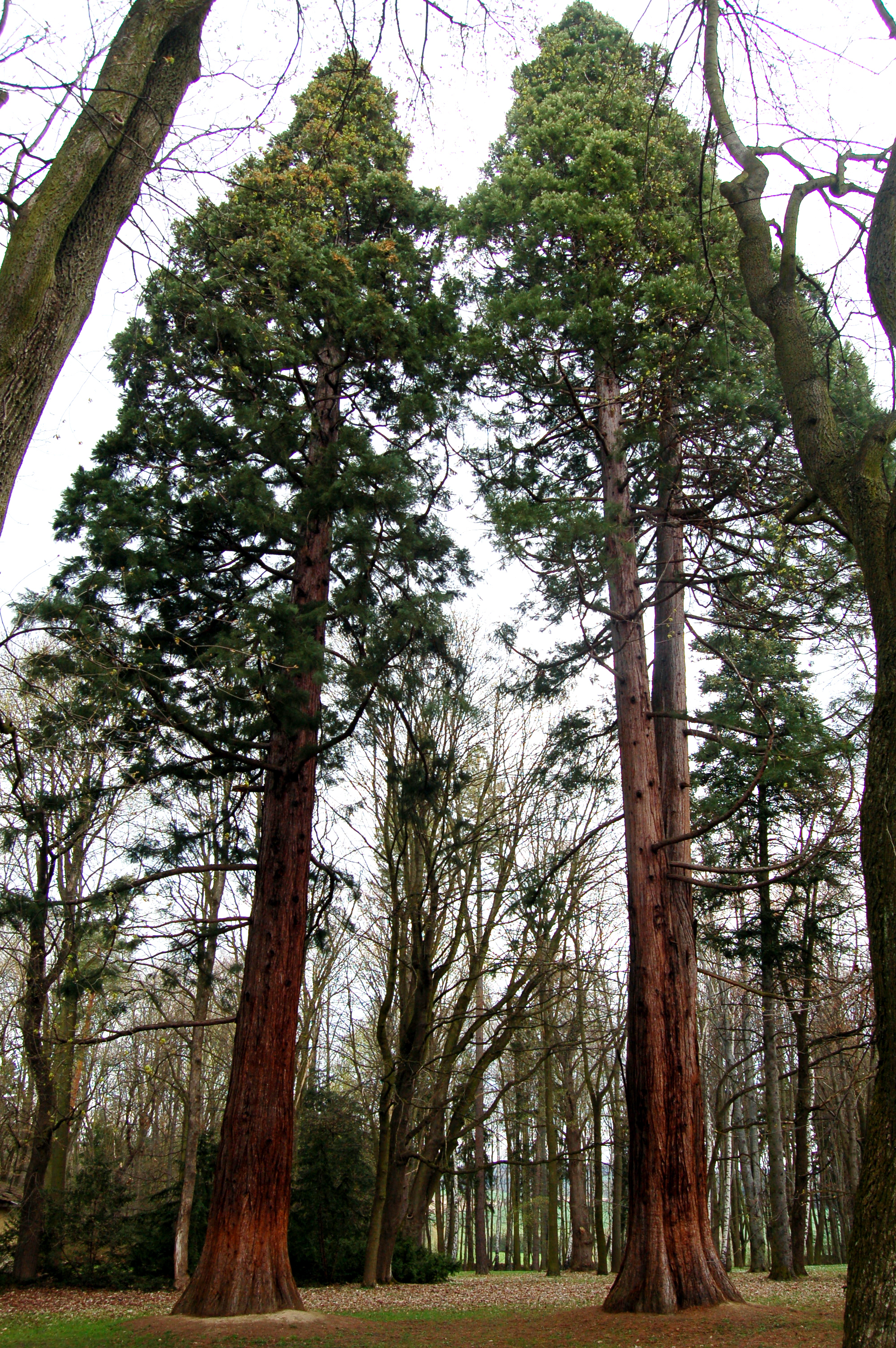
Mammoetbomen (2008)